# Ниш
Ниш (серб. Ниш / Niš) — город и муниципалитет в Сербии, столица административного региона Нишавский округ. Согласно переписи 2022 года, в Нише проживает 182 797 человек. Является третьим по величине городом Сербии, после Белграда и Нови-Сада.
Ниш расположен к юго-востоку от Белграда, на реке Нишава, недалеко от её впадения в Южную Мораву. Здесь сходятся основные транспортные пути из Центральной Европы в Грецию и Турцию.
В течение столетий Ниш был административным, торговым и военным центром. В районе современного Ниша, в древнем городе Наис (лат. Naissus, греч. Ναϊσσός) родился Константин Великий и Констанций III. Выгодное географическое положение сделало Ниш стратегически важным и, следовательно, привлекательным для многих завоевателей. Нишем обладали дарданцы, фракийцы, иллирийцы, кельты, римляне, гунны, авары, а затем и византийцы, сербы, болгары и турки. Несколько раз город был оккупирован венграми и австрийцами. В 1878 году Ниш был освобождён от турок. С тех пор город стал частью Сербии, с небольшими перерывами во время Первой и Второй мировой войны, когда он находился под оккупацией.
Ниш — крупный промышленный и торговый город юго-восточной Сербии. В городе есть симфонический оркестр, музеи, театры и другие культурные учреждения. Город является важным экономическим, научным, культурным, религиозным и политическим центром Сербии. Нишский университет, основанный в 1965 году, имеет 13 факультетов и около 30 000 студентов. Город является центром Нишской епархии Сербской православной церкви. В 2004 году Ниш был поделен на пять городских общин.

## Этимология
Первое поселение в районе современного Ниша было основано кельтами в III веке до н.э. Город был назван в честь реки Нишава (серб. Нишава/Nišava) (кельт. Naissa) «Вилина река» (Navissos). Переходя из рук одних завоевателей к другим, город менял своё название: римский Naissus, византийский Ναισσός/Nysos, славянский Ниш, турецкий и румынский Niş, немецкий Nissa.

## География
Ниш расположен в низкой долине по обеим сторонам реки Нишава, недалеко от её впадения в Южную Мораву. Город окружен холмами Хум, Виник и Каменички вис на северо-востоке, Горица и Бубань на юге. Через Нишавскую долину пролегают дороги, ведущие на юг от Белграда, — в Салоники и Афины, и на восток — в направлении Софии и Стамбула. Внутренний центр города находится на высоте 194 м над уровнем моря (возле памятника в центре). Самая высокая точка агломерации — Трем (1810 метров) — гора в Сувой-планине, а самая низкая (173 метра) — в Трупале — в устье реки Нишавы. Агломерация Ниша занимает площадь 596,71 км², в который входит Ниш, Нишка Баня и 68 сельских поселений.

## Климат
Климат в Нише умеренно континентальный, со средней годовой температурой 11,4 °C. Самым теплым месяцем является июль со средней температурой 21,3 °С. Самый холодный месяц — январь со средней температурой −0,2 °C.
Ежегодно выпадает в среднем 589,6 мм дождя и снега на квадратный метр, что составляет в среднем 123 дождливых дня и 43 дня со снегом. Максимальная температура за всю историю была 44,2 °С 24 июля 2007 года, а самая низкая −23,7 °С 25 января 1963 года. Максимальное количество осадков зарегистрировано 5 ноября 1954 года и 76,6 мм. Наибольшая толщина снега составила 62 см, выпавшего с 23 по 25 февраля 1954 года. Наблюдение за климатом Ниша ведется на метеорологической станции, расположенной в крепости на высоте 202 метра над уровнем моря.
| Показатель                    | Янв.  | Фев.  | Март  | Апр. | Май  | Июнь | Июль | Авг. | Сен. | Окт. | Нояб. | Дек.  | Год   |
| ----------------------------- | ----- | ----- | ----- | ---- | ---- | ---- | ---- | ---- | ---- | ---- | ----- | ----- | ----- |
| Абсолютный максимум, °C       | 18,6  | 23,2  | 28,6  | 33,0 | 34,2 | 38,3 | 42,3 | 39,6 | 37,2 | 32,6 | 27,1  | 20,7  | 42,3  |
| Средний суточный максимум, °C | 3,8   | 7,1   | 12,3  | 18,0 | 22,9 | 25,9 | 28,0 | 28,5 | 24,8 | 18,9 | 11,7  | 5,4   | 17,3  |
| Средняя температура, °C       | −0,2  | 2,5   | 6,7   | 11,9 | 16,6 | 19,5 | 21,3 | 21,1 | 17,2 | 11,9 | 6,4   | 1,7   | 11,4  |
| Средний суточный минимум, °C  | −3,5  | −1,3  | 1,8   | 6,1  | 10,4 | 13,4 | 14,5 | 14,4 | 11,1 | 6,5  | 2,4   | −1,4  | 6,2   |
| Абсолютный минимум, °C        | −23,7 | −19,3 | −13,2 | −3,5 | −1   | 4,2  | 7,6  | 4,6  | −2,2 | −6,8 | −14   | −15,8 | −23,7 |
| Норма осадков, мм             | 41    | 40    | 45    | 51   | 67   | 70   | 44   | 43   | 44   | 34   | 57    | 54    | 590   |
| Источник:                     |       |       |       |      |      |      |      |      |      |      |       |       |       |

| Показатель                        | Янв. | Фев. | Март | Апр. | Май  | Июнь | Июль | Авг. | Сен. | Окт. | Нояб. | Дек. | Год  |
| --------------------------------- | ---- | ---- | ---- | ---- | ---- | ---- | ---- | ---- | ---- | ---- | ----- | ---- | ---- |
| Средний суточный максимум, °C     | 5,0  | 8,8  | 14,0 | 19,8 | 23,2 | 27,9 | 30,6 | 31,5 | 26,7 | 19,9 | 13,2  | 6,5  | 18,9 |
| Средняя температура, °C           | 1,5  | 4,5  | 8,7  | 13,6 | 17,3 | 21,7 | 23,8 | 24,1 | 19,9 | 13,9 | 8,8   | 3,3  | 13,4 |
| Средний суточный минимум, °C      | −2,2 | 0,3  | 3,3  | 7,4  | 11,5 | 15,4 | 16,9 | 16,7 | 13,2 | 7,9  | 4,4   | −0,0 | 7,9  |
| Норма осадков, мм                 | 59   | 43   | 61   | 51   | 76   | 58   | 52   | 29   | 36   | 52   | 46    | 52   | 615  |
| Источник: www.weatheronline.co.uk |      |      |      |      |      |      |      |      |      |      |       |      |      |

## История

### Первые поселения
На основании археологических раскопок можно сделать вывод, что на территории Ниша люди жили со среднего палеолита (100 000—30 000 лет до н. э.). Останки из палеолита, найденные в местечке Кременац, хранятся в археологической коллекции Национального музея в Нише. В Медошеваце были найдены гробницы бронзового века и городище Медияна. Открытия древних городищ Бубань и Хумска чука показывают, что поселения существовали в период 5800—5500 лет до нашей эры. Древнейший слой относится к неолиту, и принадлежит Старчево-Кришской культурной группе. Считается, что Ниш является одним из возможных мест, где вырос Дионис. Название городу, скорее всего, дали кельты, обитавшие на территории современной юго-восточной Сербии; Нависос со значением Вилин град.
Римляне захватили город во время Дарданийской войны в I веке до нашей эры. Стратегическое положение города позволило ему стать военным, административным и торговым центром провинции Верхняя Мёзия. Во времена Римской империи город носит имя Наис (Naissus), латинизированное название от греческого Naisos (Ναϊσσός). Уже во II веке нашей эры Наис был достаточно известным городом: Клавдий Птолемей в своей «Географии» упоминает в качестве одного из четырёх крупнейших городов Дардания.
В 33 году н. э. римляне построили Via Militaris, которая проходила через Ниш.
В сентябре 268 года Римская армия, во главе с императором Галлиеном и двумя будущими императорами Марком Аврелием Клавдием и Аврелианом, столкнулась с готами в кровавой битве под Наисом. Считается, что было убито 30 000—50 000 готов и что победа обеспечила существование Западной Римской империи на следующие два столетия.
В античном городе Наисе 27 февраля 271 года (по другим данным 273 года) родился сын Констанция Хлора и Флавии Юлии Елены Константин, будущий император Римской империи. В родном городе император Константин построил виллу Медияна. Сегодня этот район является важным местом археологических раскопок, которые начались в 1979 году. Мозаичные полы и другие остатки имперской роскоши хранятся в музее Медияна.
В 284 году император Диоклетиан выделил Дарданию из Мёзии в отдельную провинцию, Наис стал столицей Дардании.
В IV веке была основана Наиская епархия, которая стала одним из важных религиозных центров в Римской империи. Базилика IV века в Наисе — один старейших христианских памятников в мире. В IV—V веках епископы из Наиса: Гауденций, Бонос, Маркиан, Гайан и Проект внесли заметный вклад в христианское учение.
Отличное стратегическое положение и богатство сделало Наис объектом атак многих варваров. Хотя император Юлиан II Отступник усилил стены вокруг Наиса, и превратил его в хорошо укреплённый город, все равно варвары сжигали город и уничтожали людей. После появления гуннов в 442 году (затем в 448 и 480), Наис был полностью разрушен.
...Когда мы добрались до Наиса (греч. ές Ναϊσσον), мы обнаружили совершенно безлюдный город, разрушенный противниками (гуннами). Возле руин храма были некоторые люди, которые остались там из-за болезни. Немного в стороне от реки, весь прибрежный район был покрыт костями тех, кто погиб в бою...
— Приск о Наисе 448

### Средние века
Прокопий Кесарийский в своём трактате «О постройках» пишет, что император Юстиниан I восстановил Наис, построив 32 новых башни. Кроме того, Прокопий, в частности, сообщает о войнах и нашествиях славян в 550—551 годах.
Первая миграция славян и аваров состоялась во второй половине VI века. В VI—VII веках славянские племена восемь раз пытались захватить Наис. В последнюю атаку в 615 году славяне взяли город, а большая часть римского населения бежала или исчезла. Следы римских жителей Наиса остались в местном населении — валахах.
В 803 году болгарский хан Крум захватил Ниш, Византия вернула себе город в 1018 году во время правления Василия II Болгаробойцы. В 1072 году венгерская армия захватила долину Моравы вплоть до Ниша, но уже через год византийцы восстановили статус-кво. 4 июля 1096 года население Ниша разбило армию Крестьянского крестового похода. В середине XII века византийский император Мануил Комнин использовал город в качестве базы для своих войск против венгров. Болгария вернула себе город в 1190 году, во время правления царя Ивана Асеня I.
Турки под предводительством Мурада завоевали и разграбили Ниш в 1386 году, после 25 дней осады. В Средние века в городе находились мощи святого Прокопия, который был покровителем Ниша. Незадолго до завоевания города сельджуками его мощи были перенесены в центр тогдашней Сербии, сегодня Прокупле. Новое османское разрушение город пережил в 1427 году. В 1443 Ниш снова оказался в руках сербского деспота Георгия Бранковича. Христианское войско, во главе с венгерским воеводой Яношем Хуньяди и Георгием Бранковичем, победило турок и оттеснило их к Софии.

### Османская империя
Ниш снова был захвачен османами в 1448 году и оставался под их властью в продолжение последующих 245 лет. В этот период Ниш был центром Нишкого пашалыка, а также — центром одной из епархий Болгарской экзархии. 20 июня 1521 года в Нише вспыхнул огромный пожар. Город был бы полностью уничтожен, если бы не Ахмед-паша (командующий турецкой армией в войне против Венгрии), вступивший по пути в город и спасший многих его жителей.
Во время Великой турецкой войны, 24 сентября 1689 года, под Нишем произошло сражение, в котором турецкая армия была разбита, а австрийцы под командованием князя Людвига Баденского впервые захватили город. После провала дальнейших рейдов австрийские войска 8 сентября 1690 года капитулировали и сдали город туркам.
В 1737 году турки выстроили Нишскую крепость (в дальнейшем ставшую цитаделью). В июле того же года, без формального объявления войны, к Нишу подступила австрийская армия, под командованием великого герцога Тосканского.
Турки вели тогда войну с Россией, в Нише находился лишь 4-тысячный гарнизон, который, не рассчитывая на помощь, вступил в переговоры с неприятелем и затем капитулировал, обеспечив себе свободный выход. В конце августа 1737 года австрийская армия отступила к Ужице, оставив в Нише отряд из 5 батальонов, под началом генерала Докса. Воспользовавшись этим турки в сентябре 1737 года сосредоточили под Нишем 90-тысячную армию и предложили Доксу сдаться, что он и сделал без сопротивления, после чего со своим отрядом отошёл к Белграду: за это он был предан суду и казнён.

С 1870 года, когда Болгарская православная церковь отделилась от Константинопольского Патриарха, и, по утверждениям болгарских историков, вплоть до 1878 года среди жителей Ниша преобладали болгары. В городе действовали болгарское училище и библиотека. До 1878 года Ниш воспринимался как болгарский город. Французский представитель Жером-Адольф Бланки, посетивший Ниш вскоре после Нишского восстания, назвал даже Ниш — столицей Болгарии. До 1878 года даже сербы считали Ниш болгарским городом. В первом издании сербской специализированной истории болгарского народа (увидевшем свет в год Освобождения!) утверждалось, что: 
Главные города Болгарии на Дунае суть: Видин с 18-19 000 жителей, Никополь с 10-15 000 жителей, Свиштов с 20 000 жит., Рущук с 22 000 жит., Силистра с 23 000 жит. А во Внутренней Болгарии: Ниш с 16 000 жителей, Плевен с 17 000 ж., Ловеч с 11 000 ж., Шумен с 20 000 ж., Варна на Чёрном море с 16 000 ж., и Тырново - старая столица на Янтре с 15 000 ж.
Однако по Сан-Стефанскому договору Ниш был присоединён к Княжеству Сербии. В последующие десятилетия большинство болгар покинуло город, другие ассимилировались; а с урбанизацией XX века, в Ниш переселились тысячи сербских крестьян.
В 1879 году в Ниш эмигрировала большая группа черногорцев, во главе с сардером Йоле Пилетичем.

## XX век
Во время Первой мировой войны Ниш был одним из центров политической эмиграции на Балканском полуострове. 7 декабря 1914 года здесь была подписана Нишская декларация.
В 1929-1941 годах Ниш был административным центром Моравской бановины.
14 октября 1944 года город был освобождён от нацистских оккупантов Народно-освободительной армией Югославии при поддержке советских ВВС. 7 ноября 1944 года произошёл воздушный бой над Нишем — боевое столкновение американских и советских войск, один из нескольких десятков документально подтверждённых эпизодов Второй мировой войны, классифицируемых как огонь по своим.

## Достопримечательности
- Остатки римской крепости, некрополя IV—XII вв., турецкий караван-сарай XVI в. и крепость XVIII в., а также барочные церкви.
- Памятник советским воинам, погибшим во время атаки американской авиации в 1944 году. Монумент представляет собой арочную конструкцию из красного гранита весом 38 тонн с двумя колоннами, барельефом и колоколом[18].

## Транспорт
В Нише расположен международный аэропорт «Константин Великий», второй по величине в Сербии.

## Города-побратимы и партнёры
- Арль, Франция
- Бад-Хомбург-фор-дер-Хёэ, Германия
- Белгород, Россия
- Беэр-Шева, Израиль
- Векшё, Швеция
- Велико-Тырново, Болгария
- Витебск, Белоруссия
- Глифада, Греция
- Калуга, Россия
- Кошице, Словакия
- Курск, Россия
- Орхус, Дания
- Салтдал, Норвегия
- Сере, Греция
- Электросталь[20], Россия